# Benedikt Obermüller
Beni Obermüller, né le 11 avril 1930 à Rottach-Egern, est un skieur alpin allemand.

## Palmarès

### Jeux olympiques d'hiver
| Épreuve / Édition         | Descente | Slalom géant | Slalom |
| JO 1956 Cortina d'Ampezzo | —        | 28e          | 13e    |
| JO 1960 Squaw Valley      | —        | 48e          | 9e     |

### Championnats du monde
| Épreuve / Édition         | Descente | Slalom géant | Slalom | Combiné |
| Mondiaux 1954 Åre         | —        | 26e          | Argent | —       |
| JO 1956 Cortina d'Ampezzo | —        | 28e          | 13e    | —       |
| Mondiaux 1958 Bad Gastein | 20e      | 14e          | 15e    | 9e      |
| JO 1960 Squaw Valley      | —        | 48e          | 9e     | —       |

## Arlberg-Kandahar
- Meilleur résultat : 5e place dans le slalom 1953 à Sankt Anton